# アル・プラザ近江八幡
アル・プラザ近江八幡（アル・プラザおうみはちまん）は、滋賀県近江八幡市桜宮町にある、平和堂のショッピングセンターである。2007年（平成19年）2月に閉店したダイエー近江八幡店・サルビアタウン跡の建物を買い取り、改装してオープンした。

## 概要
- 住所：滋賀県近江八幡市桜宮町202ー1
- 規模：平和堂と30の専門店街
- 建物
  - 本館：地上6階建（売場と駐車場の合築構造。詳細は後述）
  - 駐車場棟：地下1階・地上5階建と本館の一部（4階 - 6階と屋上）
- 営業時間：午前9時30分から午後9時まで[1]
- 駐車場：約1,150台

## フロア構成

### 本館（売場棟）
| 階   | アル・プラザ近江八幡フロア概要     |
| ---- | ---------------------------------- |
| 屋上 | 駐車場（※基本的に閉鎖）            |
| 6階  | 駐車場 （※注記は「その他」を参照） |
| 5階  | 駐車場 （※注記は「その他」を参照） |
| 4階  | 駐車場 （※注記は「その他」を参照） |
| 3階  | ファッションと子供のフロア         |
| 2階  | くらしのフロア                     |
| 1階  | 食品とフードコートのフロア         |

### 立体駐車場棟
- 1階から5階までの屋根付き5層と、屋根のない開放階の屋上までのすべてが駐車場となっており、1階は売場1階入口と地続きで接続され、4階では売場3階と通路で連絡している。なお、5階は本館4階駐車場から車両用連絡通路で結ばれている。
- それぞれの階がAフロアとBフロアに分かれたスキップフロア型であり、エレベーターはAフロア専用とBフロア専用がそれぞれ設置されている。

## 沿革
- 1987年（昭和62年） - ダイエー近江八幡店がオープン（滋賀県初出店。当店舗の出店により、ダイエーは47都道府県出店を達成した）。
- 2005年（平成17年） - ダイエー堅田店と同時に閉店することを発表。しかし地域住民に大反対され、近江八幡店の閉店は先延ばしとなった。
- 2007年（平成19年）
  - 2月12日 - 同日の午後6時にダイエー近江八幡店が閉店[注 1]。
  - 2月末 - ダイエーが建物を平和堂に譲渡したため、平和堂の出店が決まる。
  - 3月 - 改築工事を開始[注 2]。
  - 6月1日 - アル・プラザ近江八幡として再オープン[2]。
- 2013年（平成25年）
  - 2月末 - 2階・3階フロアを改装。
  - 3月8日 - エディオンがオープン[3]。
  - 6月頃 - 食料品売り場にセルフレジが登場。
- 2022年（令和4年）
  - 1月28日 - 全館リフレッシュオープン。
  - 9月23日 - 2階に無印良品が開店[4]。

## 交通アクセス
- JR琵琶湖線（東海道本線）・近江鉄道八日市線（万葉あかね線）近江八幡駅下車、徒歩15分[5]。同駅から近江鉄道バス。「サルビアタウン前」停留所下車、徒歩1分[注 3][6]。

## その他
- 本館立体駐車場については平日は5階まで、土曜・日曜・祝日は6階まで開放していることが多い。なお、屋上を開放することはほとんどない。また、駐車場棟についてはほぼ毎日、5階Bフロアまで開放している。
- エレベーターとエスカレーターは三菱製である。ダイエー時代のエレベーター、エスカレーターを使用しているが、本館はアル・プラザになる際、シートによる模様替えや一部改修などを行った。
- ダイエー時代には、立体駐車場1階のほとんどがザ・ダイソーとアミューズメント、ドムドムハンバーガー、フードコートとなっていた。